# Toyokawa, Aichi
Toyokawa (豊川市 Toyokawa-shi, Phong Xuyên) là một thành phố thuộc phía đông tỉnh Aichi, Nhật Bản.
Thành phố được thành lập vào ngày 1 tháng 6 năm 1943 từ 3 đinh Toyokawa (豊川町), Ko (国府町), Ushikubo (牛久保町), và thôn Yawata (八幡村). Toyokawa nằm trong khu vực giàu truyền thống lịch sử và văn hoá.

## Hợp nhất
- Ngày 12 tháng 4 năm 1955 làng Mikami, từ quận Yanat, sáp nhập vào Toyokawa.
- Ngày 1 tháng 4 năm 1959 thị trấn Goyu, từ quận Hoi, sáp nhập vào Toyokawa.
- Ngày 1 tháng 2 năm 2006 thị trấn Ichinomiya, từ quận Hoi, sáp nhập vào Toyokawa.
- Ngày 15 tháng 1 năm 2008 các thị trấn Otowa và Mito, từ quận Hoi, sáp nhập vào Toyokawa.
- Ngày 1 tháng 2 năm 2010 thị trấn Kozakai, từ quận Hoi, sáp nhập vào Toyokawa.